# راکلین (کالیفرنیا)
راکلین (به انگلیسی: Rocklin) شهری در شهرستان پلاسر، کالیفرنیا ایالت کالیفرنیا است که در سرشماری سال ۲۰۱۰ میلادی، ۵۶۹۷۴ نفر جمعیت داشته است.